# حثل المخروطية
حثل المخروطية (بالإنجليزية: Cone dystrophy)‏ هو أحد أمراض العيون الوراثية، يتميز هذا المرض بفقدان الخلايا المخروطية، وهي الخلايا المسؤولة عن استقبال الضوء ورؤية اللون.